# ブルース・ククリック
ブルース・ククリック（Bruce Kuklick, 1941年3月3日 - ）は、アメリカ合衆国の歴史学者。専門はアメリカの外交史、思想史、哲学史。
ペンシルヴェニア州フィラデルフィア生まれ。ペンシルヴェニア大学、オックスフォード大学セント・ジョンズ・カレッジなどで学んだのち、1972年からペンシルヴェニア大学で教え、2013年に退職し同大学の名誉教授となる。
上記の専門に関する著作を複数発表しており、その中の一冊『Black Philosopher, White Academy: The Career of William Fontaine』は、「フォンテーヌ本人の人生と同じほど優れた物語である」と評された。

## 著作（一部）
- American policy and the Division of Germany: the clash with Russia over Reparations, 1972
- Black Philosopher, White Academy: The Career of William Fontaine. Philadelphia, PA: University of Pennsylvania Press. (2008)
- Death in the Congo: Murdering Patrice Lumumba. Cambridge, MA: Harvard University Press. (2015) Co-author with Emmanuel Gerard.

- A History of Philosophy in America, 1720-2000. Clarendon Press, (2001)
  - 『アメリカ哲学史 一七二〇年から二〇〇〇年まで』大厩諒・入江哲朗・岩下弘史・岸本智典 訳、勁草書房、2020年。ISBN 978-4-326-10279-2